# 孟兹语
孟兹语，又稱南土家语、泸溪土家语，是土家語的一個分支。

## 简介
泸溪方言在地域上跟以龙山县为基础方言的土家语（龙山方言）失去了天然的联系。目前操龙山方言的龙山、永顺、古丈、保靖和鄂西的来凤、重庆的酉阳等县，虽然在行政区划上分属于三个不同的省和不同的县，但在地域上基本是连成一片的。泸溪方言从表面上看，泸溪县和古丈县也相邻，可是全县唯一保留土家语的潭溪乡的几个村寨，却是“语言的孤岛”，他们四周都是苗族和汉族。

## 辅音
p、p’、b、m、f、w、t、t’、d、l、ts、ts’、dz、s、z、tɕ、tɕ’、dʑ、ȵ、ɕ、j、k、k’、ɡ、ŋ、ɣ、h、ç、ɂ。

## 元音
泸溪话韵母共有33个，鼻化韵基本上多用于汉语借词，本族语极少。
- 单韵母：i、e、a、o、u、y、ɪ、ɯ。
- 鼻化韵母：i˜、e˜、a˜、æ˜、u˜、y˜
- 复韵母：ie、ye、ɪe、ei、ai、uei、ia、ua、io、ao、iao、iu、iɯ、ia˜、iæ˜、ue˜、ua˜、io˜、yæ˜。

## 声调
- 高平调：55
- 高升调：35
- 中平调：33
- 低升调：13
- 低降调：21